# Ashikaga Takauji
Ashikaga Takauji (足利 尊氏?   1305 - 7 de junio de 1358) fue el fundador y primer shōgun del shogunato Ashikaga. Comenzó a gobernar en 1338, dando inicio al período Muromachi en Japón, y terminó con su muerte en 1358. Fue descendiente de los samurái de la línea Seiwa Genji del clan Minamoto.

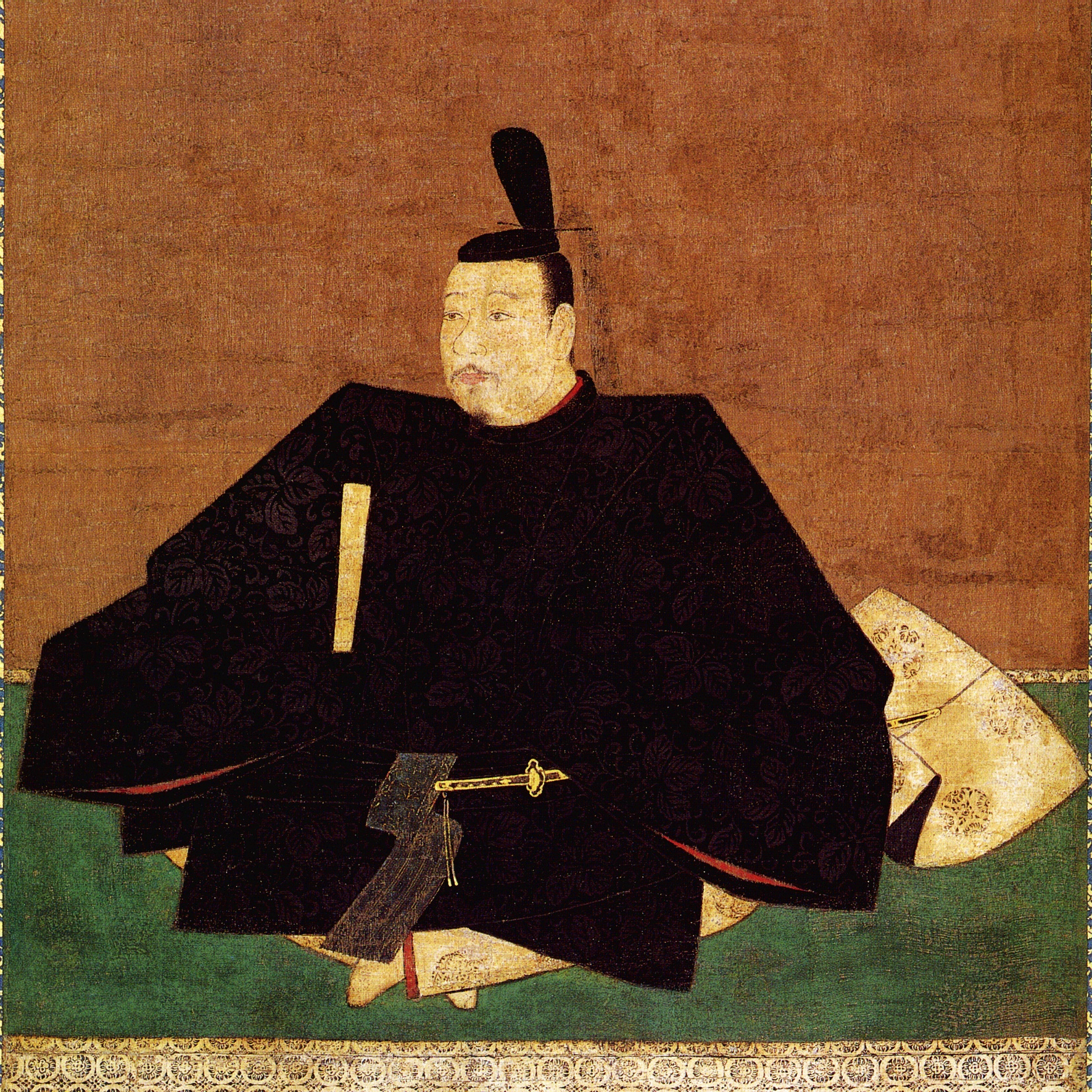
Ashikaga Takauji.

Originalmente fue un general del shogunato Kamakura y sofocó la Guerra Genkō que duró entre 1331 y 1333. Se sintió desilusionado con el shogunato y se alió con el Emperador Go-Daigo y Kusunoki Masashige para tomar Kioto y luego destruir Kamakura para restablecer el poder imperial con la Restauración Kenmu en 1333.
No obstante los samurái se sentían incómodos con la restauración y planeaban retornar al sistema de shogunato. En 1335 empezaron las rebeliones en Kamakura y Takauji los sofocó pero aprovechó la situación para autoproclamarse shogun. En 1336 Takauji venció a sus oponentes y tomaría Kioto instalando al emperador Kōmyō, en 1338 fue oficialmente nombrado como shogun. Así comenzaría el período de Nanboku-chō (las cortes del Norte y del Sur), en donde habría dos Emperadores de Japón a la vez, durante los próximos 60 años.
El hijo de Takauji, Ashikaga Yoshiakira fue su sucesor después de su muerte.